# Blauwkruintrogon
De blauwkruintrogon (Trogon curucui) is een vogel uit de familie Trogonidae.

## Verspreiding en leefgebied
Deze soort komt voor in centraal en oostelijk Zuid-Amerika en telt drie ondersoorten:
- T. c. peruvianus: van zuidelijk Colombia tot Bolivia en centraal Brazilië.
- T. c. curucui: oostelijk Brazilië.
- T. c. behni: oostelijk Bolivia, zuidwestelijk Brazilië, Paraguay en noordelijk Argentinië.

## Status
De grootte van de populatie is niet gekwantificeerd maar de soort wordt omschreven als tamelijk algemeen. Op de Rode lijst van de IUCN heeft deze soort de status niet bedreigd.